# La ballata del Miché/La guerra di Piero
La ballata del Miché/La guerra di Piero è il 17º singolo discografico del cantante italiano Fabrizio De André, pubblicato nel 1968 dalla Bluebell Records e incluso nell'album Volume 3º.

## Produzione
Pubblicato a distanza di brevissimo tempo dal disco precedente, con nuove esecuzioni più veloci rispetto alle edizioni Karim, nel 1970 venne ristampato da Produttori Associati con i lati A e B invertiti, usando copertina e relativa numerazione Bluebell, ma etichetta Produttori Associati (con lievi differenze grafiche nelle ristampe) con la nuova sigla PA 3204, in seguito presente anche in copertina.

## Tracce
Testi di De André.
Lato A
1. La ballata del Miché - 2:55 (testo: Clelia Petracchi; musica: De André)

Lato B
1. La guerra di Piero - 3:04